# Tiunda tingslag
Tiunda tingslag var ett tingslag i Uppsala län och Uppsala läns mellersta domsaga (från 1927 Uppsala läns södra domsaga), bildat den 1 januari 1904 (enligt beslut den 7 december 1900 och den 17 april 1903) genom samgående av Bälinge tingslag, Hagunda tingslag, Rasbo tingslag, Ulleråkers tingslag och Vaksala tingslag. Tingslaget avskaffades vid tingsrättsreformen 1971 och dess verksamhet överfördes till Uppsala läns södra tingsrätt.
Den 1 januari 1927 (enligt beslut den 11 juni 1926) uppgick Uppsala läns mellersta domsaga i Uppsala läns södra domsaga och tingslagets domsagotillhörighet ändrades.

## Ingående områden
Tingslaget bestod av häraderna Bälinge, Hagunda, Rasbo, Ulleråker och Vaksala.

### Kommuner
Tingslaget bestod den 1 januari 1952 av följande kommuner:
- Bälinge landskommun
- Norra Hagunda landskommun
- Rasbo landskommun
- Södra Hagunda landskommun
- Vaksala landskommun